# Trichilia humblotii
Trichilia humblotii är en tvåhjärtbladig växtart som beskrevs av Hermann August Theodor Harms. Trichilia humblotii ingår i släktet Trichilia och familjen Meliaceae. Inga underarter finns listade i Catalogue of Life.